# Abatoleon garcianus
Abatoleon garcianus is een insect uit de familie van de mierenleeuwen (Myrmeleontidae), die tot de orde netvleugeligen (Neuroptera) behoort. 
Abatoleon garcianus is voor het eerst wetenschappelijk beschreven door Banks in 1930.